# Union des démocrates et des écologistes
Pour les articles homonymes, voir UDE.
L'Union des démocrates et des écologistes (UDE) est un parti politique écologiste du centre gauche, fondé en 2015.
À sa création, il est présidé par Jean-Vincent Placé et composé du Front démocrate, scission du Mouvement démocrate, et d'Écologistes !, scission d'Europe Écologie Les Verts. Ce dernier quitte l'UDE en 2016 et Placé démissionne en 2018.
Une crise interne éclate en 2019, entre la volonté de certains de se rapprocher de La République en marche aux élections européennes, représentés par Christophe Madrolle, et celle de s'allier à d'autres partis plus à gauche, représentés par Marie-Pierre Bresson. Madrolle et Bresson revendiquent tous deux le poste de président de l'UDE. L'année suivante, la justice déclare que le parti n'a plus de président officiel depuis le départ de Jean-Vincent Placé.
Finalement, l'aile Bresson fait scission pour fonder le parti Liberté écologie fraternité (LEF) tandis que l'aile Madrolle fonde l'Union des centristes et des écologistes (UCE).

## Histoire

### Création
Le 2 septembre 2015, deux partis écologistes, le Front démocrate et Génération écologie, ainsi que les parlementaires dissidents d'Europe Écologie Les Verts (François de Rugy, Jean-Vincent Placé et François-Michel Lambert) envisagent de s'allier au sein d'une fédération nommée l'Union des démocrates et des écologistes. Une semaine plus tard, François de Rugy et Vincent Placé créent leur propre organe, le parti Écologistes !, tout en restant dans le projet UDE.
Durant le même mois, des groupes UDE sont créés dans deux conseils régionaux, celui d'Île-de-France (16 élus) et celui de Champagne-Ardenne (quatre élus d'Écologistes !).
Le 3 octobre, Génération écologie annonce qu'il ne rejoint finalement pas l'UDE, soulignant que « les mandats électifs qui pourraient être confiés à des membres de Génération écologie doivent être subordonnés au respect des engagements écologistes et non l’inverse. »
Le 17 octobre 2015, l'Union des démocrates et des écologistes est créée, et présidée par Jean-Vincent Placé. Elle est classée à gauche ou au centre gauche et s'inscrit dans la majorité présidentielle de François Hollande.

### Au sein du gouvernement Valls
Le 11 février, Vincent Placé est nommé secrétaire d'État chargé de la Réforme de l'État et de la Simplification dans le gouvernement de Manuel Valls.
L'UDE est partenaire de la Belle Alliance populaire avec le Parti socialiste et le Parti radical de gauche.
En juillet 2016, le Parti écologiste (nouveau nom d'Écologistes !) annonce ne plus être membre de l'UDE et directement travailler dans le cadre de l'alliance avec la majorité. Le coordonnateur de l'union nie cependant être au courant de ce départ.
L'UDE est représentée par Jean-Luc Bennahmias (FD) lors de la primaire citoyenne de 2017. Il recueille 16 869 voix au 1er tour, soit 1,03 % des exprimés.

### Crise interne
Arrêté en état d'ivresse dans la nuit du 5 avril 2018, Jean-Vincent Placé démissionne de la présidence de l'UDE le 10 avril suivant,. L’avenir du mouvement est alors incertain. Le secrétariat général assure la présidence par intérim conformément aux statuts avec Christophe Madrolle, et le vice-président Jean-Luc Bennahmias et Marie-Pierre Bresson deviennent co-présidents du bureau national.
En mars 2019, l'UDE se divise sur la stratégie à prendre pour les élections européennes, entre les partisans d'un rapprochement avec La République en marche (Christophe Madrolle) et ceux favorables à un rassemblement de centre gauche avec le Parti socialiste, Place publique, Cap21 et le Mouvement des progressistes (Jean-Luc Bennahmias). L'UDE soutient la liste Renaissance. Des membres de l'UDE quittent le parti pour soutenir la liste Urgence écologie.
En juin, une tribune est publiée par des membres de l'UDE pour demander un « acte II » du quinquennat, davantage écologique et social.
Jean-Luc Bennahmias, vice-président de l'UDE et président du Front démocrate, qui a voté pour le renouvellement du bureau politique et du bureau national de l'UDE en mars 2019, annonce démissionner de sa fonction de vice-président de l'UDE le 13 septembre 2019, actant la ligne politique majoritaire de soutien à la majorité présidentielle défendue par Christophe Madrolle.
François-Michel Lambert, Marie-Pierre Bresson et Christophe Rossignol, l'aile gauche, qui ne figurent plus dans le bureau national renouvelé en 2019, contestent la nouvelle gouvernance. Ils perdent en justice selon l'ordonnance de référé du 28 août 2019 au TGI de Paris, qui acte la légalité de la gouvernance de l'UDE, publiée au Journal officiel. La marque déposée et le logotype de l'UDE sont déposés l'INPI par son mandataire légal Antonio Duarte, coordinateur national ; celui-ci engage une plainte auprès du procureur de la République de Paris pour usurpation d'identité, tentative d'escroquerie après l'usage non autorisé de la marque pendant les élections européennes[réf. nécessaire].
En février 2020, la justice fait marche arrière, en ne donnant raison ni à François-Michel Lambert ni à Christophe Madrolle. D'après elle, le parti et son association de financement (AF-UDE) « ne dispos[ent] plus d'aucun président valablement élu conformément à [leurs] statuts », depuis le 16 octobre 2016 pour l'UDE et depuis le 10 avril 2018 pour l'AF-UDE. Le parti est placé sous administration judiciaire,.

### Liberté Écologie Fraternité
En février 2020, François-Michel Lambert, Marie-Pierre Bresson, Christophe Rossignol et Fabienne Gambiez, qui représentent l'aile gauche de l'UDE, décident de fonder le parti Liberté Écologie Fraternité (LEF). Marie-Pierre Bresson en devient la présidente.
Aux élections régionales de 2021, LEF soutient des listes du Parti socialiste et de ses alliés sans présenter de candidats.
Dans l'approche de l'élection présidentielle, LEF soutient d'abord la candidature de Christiane Taubira dans l'idée d'une candidature unique pour la gauche. Après le retrait de celle-ci, le mouvement décide de ne soutenir aucune candidature. Il se rapproche alors d'autres mouvements écologistes de centre gauche comme Cap21, Écologie au centre ou le Mouvement des progressistes, anciens membres du Pôle écologiste opposés à la NUPES lors des élections législatives. Ils présentent ensemble 252 candidats, ou soutiennent des candidats socialistes dissidents ou du PRG.
François-Michel Lambert ne se représentant pas, LEF n'a plus de député depuis 2022.
Depuis avril 2023, le parti LEF semble s'être fondu dans l'association « Utiles » formée par une partie des députés du groupe LIOT à la suite de leur opposition à la réforme des retraites. Marie-Pierre Bresson, Christophe Rossignol, Sandra Renda et Caroline Deforge sont membres du bureau exécutif.

### Union des centristes et des écologistes
De son côté, Christophe Madrolle fonde en janvier 2021 l'Union des centristes et des écologistes (UCE), un parti « clairement au sein de la majorité gouvernementale » dont il est président,.
Le parti obtient deux conseillers régionaux en juin 2021 : Christophe Madrolle élu sur la liste LR-LREM de Renaud Muselier dans la région PACA et Mathieu Cuip élu sur la liste LR de Valérie Pécresse en Île-de-France.
Lors de l'élection présidentielle de 2022, l'UCE soutient Emmanuel Macron.
Cependant, le mouvement ne participe pas à Ensemble, la coalition de la majorité présidentielle pour les élections législatives. Elle forme alors, avec l'Alliance centriste, « Les écologistes avec la majorité présidentielle » qui présente 82 candidats,, regroupant également des dissidents de la majorité présidentielle et des députés sortants non-réinvestis. Sur ces 82 candidats, deux sont élus : Jean-François Portarrieu et Jean-Charles Larsonneur.
La coalition est agréée par le Conseil supérieur de l'audiovisuel et obtient 9 min 47 s de temps de parole.
L'Union des centristes & des écologistes a un mouvement de jeunes, les Jeunes centristes & écologistes.

## Élus

### Députés
- XIVe législature (2012-2017) :
  - François-Michel Lambert, député de la 10e circonscription des Bouches-du-Rhône (Front démocrate/Génération écologie[26]), à partir d'octobre 2015
  - Véronique Massonneau, députée de la 4e circonscription de la Vienne (Parti écologiste[27]), à partir d'octobre 2015
  - François de Rugy, député de la 1re circonscription de Loire-Atlantique (Parti écologiste[28]), à partir d'octobre 2015
- XVe législature (2017-2022) :
  - François-Michel Lambert, député de la 10e circonscription des Bouches-du-Rhône (Génération écologie) jusqu'en 2017. Il quitte l'UDE en 2020.

### Sénateurs
- XIVe et XVe législatures (2012-2017) :
  - Aline Archimbaud, sénatrice de Seine-Saint-Denis (Parti écologiste[29])
  - Jean-Vincent Placé, sénateur de l'Essonne (Parti écologiste), jusqu'à sa nomination comme secrétaire d'État en février 2016

### Conseillers régionaux

#### Conseillers régionaux UDE en 2015
| Région            | Élus | Groupe                               | Sièges    |
| ----------------- | --- | ------------------------------------ | --------- |
| Alsace            | Andrée Buchmann (Parti écologiste) | Europe Écologie Alsace               | 1 / 47    |
| Bretagne          | Anne Camus (Front démocrate) | Bretagne Écologie                    | 1 / 83    |
| Centre            | Saadika Harchi (Parti écologiste), Sandra Renda, Christophe Rossignol | Non-inscrit                          | 3 / 77    |
| Champagne-Ardenne | Patricia Andriot, Raymond Joannesse, Valérie Labarre et Éric Loiselet (Parti écologiste) | Écologiste                           | 4 / 49    |
| Île-de-France     | Laurence Bonzani, Jean-Marc Brûlé, Éric Chevaillier, Stéphane Gatignon, Ziad Goudjil, Serge Guérin, Thibaud Guillemet, Laure Lechatellier, Robert Lion Janine Maurice-Bellay, Abdelali Meziane, Julie Nouvion, Liliane Pays, Jean-Vincent Placé, Guillaume Vuilletet et Amigo Yonkeu (Parti écologiste) | Écologiste                           | 16 / 209  |
| Limousin          | Jean Daniel (Front démocrate) | ADS / MEL                            | 1 / 43    |
| Pays-de-la-Loire  | Emmanuelle Bouchaud (Front démocrate) Laurent Martinez (Parti écologiste) | Europe Écologie – Les Verts          | 2 / 93    |
| Picardie          | Nathalie Brandicourt, Michèle Cahu, Franck Delattre, Claudine Dunas-Doukhan et Christophe Porquier (Parti écologiste) | Écologiste                           | 5 / 57    |
| Rhône-Alpes       | Yves Paccalet (Front démocrate) | Socialiste, écologiste et apparentés | 1 / 156   |
| Total             | Total | Total                                | 32 / 1879 |

#### Conseillers régionaux UDE 2015-2021
| Région                  | Élus                                                       | Groupe                                             | Sièges   |
| ----------------------- | ---------------------------------------------------------- | -------------------------------------------------- | -------- |
| Auvergne-Rhône-Alpes    | Anne-Sophie Condemine-Vuillot                              | Socialistes, démocrates, écologistes et apparentés | 1 / 204  |
| Bourgogne-Franche-Comté | Jacqueline Ferrari (rejoint LREM)                          | Notre région d'avance - la gauche unie             | 1 / 100  |
| Centre-Val de Loire     | Pierre Commandeur (rejoint LREM) Joël Crotté (rejoint LEF) | Groupe Socialistes, Radicaux et Démocrates         | 2 / 77   |
| Pays de la Loire        | Emmanuelle Bouchaud (rejoint LREM)                         | Groupe La Région en marche                         | 1 / 93   |
| Total                   | Total                                                      | Total                                              | 5 / 1757 |

### Conseillers départementaux
- Indre-et-Loire (37, canton de Tours-2, 2015-2021) : Dominique Lemoine (élection en tant que membre du Front démocrate)

### Membres du gouvernement
En fonction du 11 février 2016 au 10 mai 2017, ils quittent l'UDE en juillet 2016 mais restent au gouvernement :
- Emmanuelle Cosse : ministre du Logement et de l'Habitat durable
- Jean-Vincent Placé : secrétaire d'État chargé de la Réforme de l'État et de la Simplification
- Barbara Pompili : secrétaire d'État chargée de la Biodiversité

## Identité visuelle

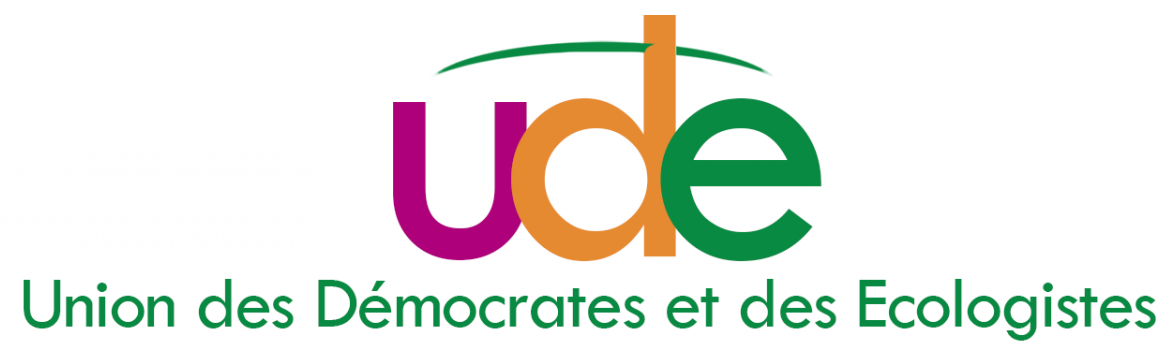
Logo officiel de l'Union des démocrates et des écologistes.
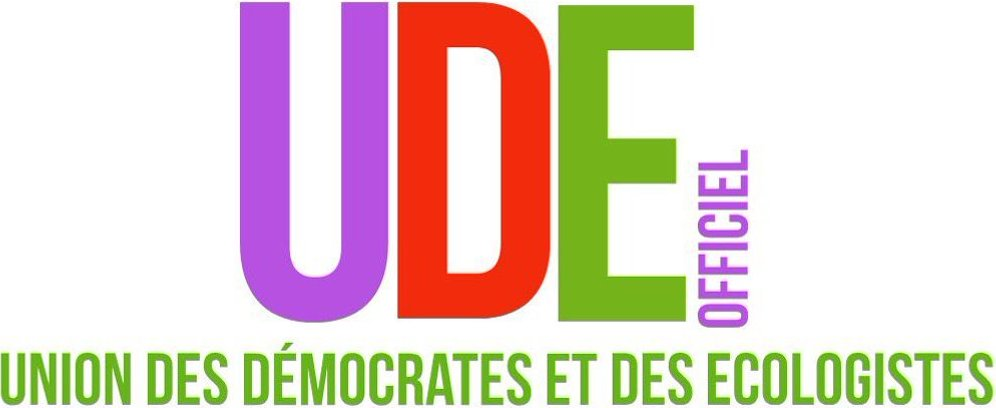
Logo de l'autoproclamée « UDE Officiel », branche de Marie-Pierre Bresson, utilisé en 2019, avant la scission[31].
Ancien logo de l'UCE